# Tiffeny Milbrett
Tiffeny Carleen Milbrett (Portland, Oregón; 23 de octubre de 1972) es una exfutbolista estadounidense. Jugó como delantera en la selección de Estados Unidos de 1991 a 2006. En 2011, se retiró como futbolista en el club Bay Area Breeze de la defunta Women's Premier Soccer League de los Estados Unidos.